# ديمون جيبسون
ديمون جيبسون (بالإنجليزية: Damon Gibson)‏ هو لاعب كرة قدم أمريكية أمريكي، ولد في 25 فبراير 1975 في هيوستن في الولايات المتحدة.

## وصلات خارجية
- ديمون جيبسون على موقع مرجع كرة القدم المحترفة.كوم (الإنجليزية)